# Charlie Ntamark
Charles „Charlie” Ntamark (ur. 22 lipca 1964 w Paddington) – kameruński piłkarz grający na pozycji pomocnika. W swojej karierze rozegrał 11 meczów w reprezentacji Kamerunu.

## Kariera klubowa
W swojej karierze Ntamark grał w angielskich klubach takich jak: Boreham Wood (1987-1990), Walsall (1990-1997) i Hednesford Town (1997-1998).

## Kariera reprezentacyjna
W reprezentacji Kamerunu Ntamark zadebiutował 5 lipca 1987 roku w wygranym 2:0 meczu kwalifikacji do Pucharu Narodów Afryki 1988 z Sudanem, rozegranym w Jaunde. W 1987 roku wraz z Kamerunem zajął 4. miejsce w Igrzyskach Afrykańskich 1987. W 1988 roku został powołany do kadry na Puchar Narodów Afryki 1988. Na tym turnieju rozegrał pięć meczów: grupowe z Egiptem (1:0), z Nigerią (1:1) i z Kenią (0:0), półfinałowy z Marokiem (1:0) i finałowy z Nigerią (1:0). Z Kamerunem został mistrzem Afryki. W kadrze narodowej od 1987 do 1988 wystąpił 11 razy.